# 彭程萬
彭程萬（1880年—1978年），字凌霄，號克亮，江西貴溪縣金沙鄉流嶺村人。

## 經歷
清朝光緒二十六年（1900年），考中秀才。1903年，進入江西武備學校學習步炮兵科。次年，東渡日本入學振武學校，後進入日本陸地測量部修技所。留日期間，曾跟隨孫中山加入同盟會。
清朝宣統三年（1911年）回國後投身辛亥革命。10月10日，武昌起義後，江西九江新軍于10月23日率先響應並宣布獨立，清政府江西巡撫馮汝駿等據守南昌，負隅頑抗。10月31日拂曉，新軍工兵營連長蔡杰率隊登城，彭與其它同盟會成員俞應麓等駐南昌新軍起義，和測繪學堂和陸軍小學學生奮力接應。彭等又策反奉命趕來鎮壓上饒巡防營劉魁政部投誠，迅速佔領巡撫衙門，南昌光復。之後，彭和新軍各部長官通電省內外報告江西光復情況，部署南昌治安工作，並推舉新軍第二十七混成協協統吳介璋任江西省軍政府都督。不久，吳介璋去職，彭繼任。彭上任後，便將第55標和巡防營分別擴充成旅，迅速開赴漢口和南京增援。
1913年6月，彭與李烈鈞赴上海會見孫，籌商討伐袁世凱，決定在江西首與舉義旗。旋即回江西湖口組織討袁軍，李烈鈞任討袁軍總司令，彭任前敵總指揮，發布《討袁檄文》、《對外通電》、《對黨團公告》，在全國打響討袁第一槍。後來湖口起義失敗，彭亡命海外，輾轉於日本、新加坡、檳城等地繼續反袁。
1915年12月，李烈鈞率領護國軍第二軍從雲南經貴州抵廣西，駐肇慶，彭從國外趕回，任肇慶討袁軍司令部顧問。以後孫等成立護法軍政府，請彭任軍政府顧問。軍政府又命彭為瓊崖實業督辦，開發海南島，支援北伐。台灣總督明石元二郎欲染指海南島，幾次派人聯繫，彭不為利誘所動，堅決拒絕。
1921年5月，孫在廣州任非常大總統後，彭任贛軍總司令，奉命率領兩梯團在廣東連縣一舉擊破桂軍一個旅，俘獲該旅旅長。到達桂林後，與李烈鈞所率滇軍會合。12月孫抵桂林，成立北伐大本營，部署北伐。1922年6月，北伐軍經南雄，進大庾，抵江西吉安。彭率兩個旅和滇軍朱培德部配合攻打贛州，與北洋軍岳兆麟和周蔭人部苦戰十餘日。12月18日晨，攻入贛州。
1922年6月16日，陳炯明叛變，孫在廣州蒙難。贛軍固守贛南。北洋軍蔡成勳師入贛，舊桂系沈鴻英部從贛西入。胡漢民電令北伐各軍於集中於瑞金。彭部下賴世璜率部往廣東投向陳炯明。北伐失敗後，彭離開軍界赴上海閑居。
1925年孫逝世，彭經黃郛介紹，到馮玉祥西北督辦署客居經年。後蔣介石想以彭馮私交籠絡，但彭不與蔣合作。1931年，陳濟棠與白崇禧等在廣東反蔣，成立廣州國民政府，彭參與其事，任政府政務委員會委員。中國抗日戰爭開始後，彭回到貴溪創辦象山中學、象山農場、象山鐵廠。
中國抗日戰爭勝利後，彭對蔣深為不滿。彭奔走陳詞，反對第二次國共內戰。1949年，江西省政府主席方天命令江西省保安司令部，將彭、歐陽武、伍毓端、龔師曾、楊賡笙、王明選、柳藩國等押到贛州監視，彭等險遭不測，後因局勢變化，才先後脫險。
1949年後，彭程萬一度病困上海李烈鈞家。董必武和林伯渠獲悉後，親自致函江西省黨政領導人陳正人和邵式平，要他們在生活上給予彭適當照顧。從1950年9月起，彭先後任江西省人大特邀代表、江西省政協委員、江西省參事室參事等職，1978年11月1日病逝。

## 評價
熊十力評價說：「凌霄（彭程萬）解兵柄，自是一意閑居，始終不與北洋通款，未嘗以窮困改操。凌霄早知蔣氏無可為善，決意不與之為緣。疾風知勁草，板蕩識貞人。凌霄有焉。」

## 参見
- 桂永清